# Antimima
Antimima é um gênero de traça pertencente à família Arctiidae.